# Імператорська та Королівська Величність
Імператорська та Королівська Величність (Його / Її Імператорська і Королівська Величність, скорочено HI&RM) — офіційне звернення, що використовується для королів-імператорів і їхніх дружин/чоловіків.
Звернення застосовується до представників імператорських династій, які одночасно є й королівськими. Це звернення застосовувалось до імператора Австрії, який був також королем Угорщини, Чехії, Галичини і Волині, а також до німецького імператора (який був також королем Пруссії), італійського імператора, французького імператора та інших.
Австрійська, Чеська, Галицько-Волинська монархії були скасовані 1918 року, а вакантний трон Угорщини існував аж до 1940-х років.